# Горска
Горска (болг. Горска) — село в Болгарии. Находится в Великотырновской области, входит в общину Елена.

## Политическая ситуация
В местном кметстве Палици, в состав которого входит Горска, должность кмета (старосты) исполняет Ана Иванова Атанасова (Болгарская социалистическая партия (БСП)) по результатам выборов.
Кмет (мэр) общины Елена — Сашо Петков Топалов (Болгарская социалистическая партия (БСП)) по результатам выборов.